# Llei Vocònia
La lex Voconia va ser una antiga llei romana que pretenia evitar la concentració de riquesa en una família per acumulació de les riqueses d'altres famílies que s'extingien o mitjançant disposicions testamentàries. La va presentar el tribú de la plebs Quint Voconi Saxa, quan eren cònsols Gneu Servili Cepió i Quint Marci Filip, l'any 169 aC.
La llei prohibia que el que estigués inscrit al cens després de la censura d'Aulus Postumi Albí i Quint Fulvi Flac, no podria instituir hereva a una dona o verge vestal (però les vestals sí que podien nomenar hereva a una dona, com a única excepció), ni deixar-li més de 25.000 asos, i la inhabilitava per ser hereva abintestat excepte dels parents més propers; tampoc es podia fer a una persona un llegat superior a la que restava per l'hereu. Limitava també l'herència màxima que podien rebre les dones.
La llei es va poder eludir pels que aconseguien evitar la seva inscripció en el cens o deixant l'herència en fideïcomís, i no va estar gaires anys en vigor. Algunes de les seves disposicions van ser després recollides per la lex Julia et Papia Poppaea.